# Heinrich Martin (Forstwissenschaftler)
Heinrich Karl Christian Martin (* 11. November 1849 in Kassel; † 8. Februar 1936 in Tharandt in Sachsen) war ein deutscher Forstwissenschaftler und Hochschullehrer.

## Leben
Heinrich Martin wurde als Sohn des Generalsuperintendenten Julius Martin (1812–1894) und dessen Ehefrau Charlotte Graf (1821–1856) geboren. Nach dem Abitur am Friedrichsgymnasium Kassel absolvierte er, nach vorhergehendem praktischen Vorbereitungsdienst, ein Studium der Forstwissenschaft an der Königlich Preußischen Forstakademie Hannoversch Münden.
Martin musste zwischenzeitlich Kriegsdienst leisten und legte 1876 das Staatsexamen ab.
Er wurde als Forstkandidat und Oberforstkandidat im Dienst der preußischen Forstverwaltung übernommen. Mit der Dissertation „Die Forstwirthschaft  des isolierten Staates und ihre Beziehungen zur forstlichen  Praxis“ promovierte er 1881 zum Dr. phil. und trat die Stelle als Oberförster in Jesberg an, die er bis 1893 innehatte, als er einen zweijährigen unbezahlten Urlaub für die Erstellung einer wissenschaftlichen Abhandlung und für die Lehrtätigkeit an der Universität Gießen antrat.
Von 1894 an war er im Auftrag des Preußischen Landwirtschaftsministeriums wissenschaftlich tätig und übernahm 1896 die Leitung der Oberförsterei Merenberg und drei Jahre später die Leitung des Lehrreviers Eberswalde in Verbindung mit Lehrtätigkeit an der Forstakademie.
In den Jahren von 1906 bis 1924 hatte er als ordentlicher Professor einen Lehrstuhl an der sächsischen Forstakademie Tharandt.
Für das Studienjahr 1908/1909 wurde er zum Rektor der Forstakademie gewählt und bestätigt.
Als Schüler des HochschhullehrersGustav Heyer war er überzeugter Vertreter der Bodenreinertragslehre und brachte dies in seinen Schriften zum Ausdruck. Mit seinen Werken leistete er einen wesentlichen Beitrag zur wissenschaftlichen Begründung und Weiterentwicklung der forstlichen Statik (Forsteinrichtung). Nach seiner Auffassung war bei forstlichen Entscheidungen neben der Bilanzierung von Aufwand und Ertrag die Berücksichtigung natürlicher Grundlagen (Standortverhältnisse und Wachstumsfaktoren) ausschlaggebend.

### Auszeichnungen
- 1929 Ehrendoktor der Forstakademie Hannoversch Münden
- 1929 Ehrenbürger der Forstakademie Eberswalde
- Ehrenmitglied der Forstwissenschaftlichen Vereinigung Finnlands
- Geheimer Forstrat

### Familie
Am 17. Mai 1883 schloss er in Natorp bei Unna die Ehe mit Amalie Friederike Natorp (1858–1880).
Nach deren Tod heiratete er am 4. Dezember 1890 in Hamburg Helene Schilinsky (1862–1940). Aus der Ehe sind die Kinder Kurt (* 1892, Superintendent), Georg († 1941, Theologe) und Walter (1902–1974, Universitätsprofessor) hervorgegangen.

### Schriften (Auswahl)
- 1882 Wegenetz, Einteilung und Wirtschaftsplan in Gebirgsforsten[3]
- 1894–1899 Die Folgerungen der Bodenreinertragslehre für die Erziehung und Umtriebszeit der wichtigsten deutschen Holzarten (5 Bände)
- 1904 Die ökonomischen Grundlagen der  Forstwirtschaft,  ein Grundriss  zu Vorlesungen
- 1905 Die forstliche Statik; ein Handbuch. Für  leitende und  ausführende Forstwirte sowie zum Studium und Unterricht
- 1920 Die Fortbildung des sächsischen Forsteinrichtungsverfahrens
- 1932 Die geschichtliche Methode in der Forstwirtschaft mit besonderer Rücksicht auf Waldbau und Forsteinrichtung[4].